# Phil Chess
Phil Chess, wł. Fiszel Czyż (ur. 27 marca 1921 w Częstochowie, zm. 18 października 2016) – amerykański przedsiębiorca polsko-żydowskiego pochodzenia, współwłaściciel wytwórni Chess Records.

## Życiorys
Urodzony 27 marca 1921 r. w Częstochowie, dokąd krótko przed jego urodzeniem przeniosła się rodzina. Przyczyna przeprowadzki rodziny Czyżów do tego miasta jest nieznana, mogła nią być jednak wojna polsko-bolszewicka. Ojciec Czyżów Józef był stolarzem, jednak nie znalazł w Częstochowie stabilnego zatrudnienia i dość szybko wyemigrował do Stanów Zjednoczonych, a w 1928 r. sprowadził do siebie żonę i synów.
Rodzina zamieszkała w Chicago, gdzie Józef Czyż został właścicielem małego złomowiska. Jego synowie dość szybko zasymilowali się z amerykańskim społeczeństwem i zmienili imiona i nazwiska na anglojęzyczne. Żaden z synów nie przejął rodzinnego interesu, bowiem Phil Chess korzystał ze stypendium sportowego, potem służył w armii amerykańskiej i walczył w II wojnie światowej. Po powrocie z wojny wraz z bratem zajął się prowadzeniem stworzonej przez Leonarda sieci sklepów monopolowych i klubów nocnych.
Obaj bracia byli zainteresowani muzyką, w związku z tym Leonard zainwestował w firmę płytową Aristocrat Records, a kiedy w 1950 r. do spółki wszedł Phil nazwę firmy zmieniono na Chess Records. Wytwórnia stała się wkrótce najbardziej dochodowym wydawnictwem bluesowym w USA. W tym czasie współpracował z wydawnictwem m.in. Sam Philips, późniejszy odkrywca Elvisa Presleya, dzięki któremu wydano Rocket 88 Jackiego Brenstona and his Delta Cats uznawany za pierwszy utwór rock’n’rollowy. Dla wytwórni nagrywali m.in. Muddy Waters, Chuck Berry, Buddy Guy, Willie Dixon i The Rolling Stones. Ten ostatni zespół nagrał w Chess Records akustyczną wersję (I Can’t Get No) Satisfaction, a na jednym z albumów umieścił instrumentalny utwór 2120 South Michigan Avenue poświęcony studiu.
W 1969 r. bracia Chess sprzedali Chess Records firmie GRT.
Zmarł 18 października 2016 roku.